# Гергард фон Ціцевіц
Гергард фон Ціцевіц (нім. Gehrard von Zitzewitz; 4 листопада 1881 — 5 липня 1952) — німецький офіцер-підводник, корветтен-капітан рейхсмаріне.

## Біографія
10 квітня 1899 року вступив на флот. Учасник Першої світової війни. З 4 травня по 24 серпня 1918 року — командир підводного човна SM U-152, з грудня 1918 по липень 1919 року — торпедного крейсера «Цітен». 31 серпня 1920 року звільнений у відставку.

## Звання
- Морський кадет (10 квітня 1899)
- Фенріх-цур-зее (10 квітня 1900)
- Лейтенант-цур-зее (27 вересня 1902)
- Оберлейтенант-цур-зее (21 березня 1905)
- Капітан-лейтенант (10 квітня 1909)
- Корветтен-капітан (26 квітня 1917)

## Нагороди
- Орден Корони Італії, офіцерський хрест (21 травня 1908)
- Орден Меча (Швеція; 12 вересня 1908)
- Орден Спасителя (Королівство Греція; 28 червня 1909)
- Орден Святої Анни (Російська імперія; 12 липня 1909)
- Орден Святого Олафа, лицарський хрест 1-го класу (Норвегія; 31 липня 1909)
- Орден Червоного орла (5 вересня 1909)
- Орден Залізної Корони 3-го класу (Австро-Угорщина; 19 березня 1910)
- Залізний хрест 2-го і 1-го класу